# Bernadette Schiefer
Bernadette Maria Schiefer (* 22. August 1979 in Wien) ist eine österreichische Schriftstellerin und Verlegerin.

## Leben
Bernadette Schiefer besuchte die Volks- und Hauptschule in Mank und das Stiftsgymnasium Melk. Ab 1997 studierte sie Philosophie, Theologie und Romanistik in Wien und teilweise in Irland. 2004 wurde sie Magistra der Philosophie. Seit 2000 verfasst sie Prosa, Lyrik und Theaterstücke. 2010 gründete sie den Verlag Edition Yara.

## Auszeichnungen
- 2000: Österreichisches Staatsstipendium für Literatur
- 2003: Hans-Weigl-Stipendium des Landes Niederösterreich
- 2004: Mira-Lobe-Stipendium
- 2004: 1. Preis des Litarena-Literaturwettbewerbs, St. Pölten
- 2008: 1. Preis des Literaturpreis der Akademie Graz für das Stück Disappeared
- 2016: Projektstipendium des BMUKK für Literatur
- weitere Stipendien: Reisestipendien nach Irland und Mexiko, Dramatikerstipendium, Arbeitsstipendien, Literaturstipendium des Landes Nö etc.

## Werke

### Prosa & Lyrik
- Reise mit Engel. Nirgendwohin. Roman, 2002, ISBN 978-3-7066-2254-7
- Kleine Erzählungen am Rande. Erzählungen, 2003, ISBN 978-3-85486-170-6
- Nichts wird dir fehlen. 2005, ISBN 3-901117-81-4
- Agavenvögel, Abwesenheit des Lichts, Lyrik und Prosa, 2024, ISBN 978-3-90328448-7
- Nach dir, Roman, 2025, ISBN 978-3992003938
- Anthologien: Am Weg, Anthologie der PreisträgerInnen, Edition NÖ, 2004; Mein Waldviertel (hrsg. von Wolfgang Kühn), Edition NÖ 2014; Franziskus unser (hrsg. von Andrea Stift), Leykam, 2015; Zeichensetzung Zeilensprünge (hrsg. von Thomas Ballhausen und Regina Hilber), Luftschacht, 2009
- Herausgeberin: Mein Kind ist ein Vogerl, Edition Yara, 2014 (hrsg. mit Andreas Unterweger); Mut, Kraft, Weiblichkeit, Edition Yara, 2010.

### Theaterstücke und Drehbücher
- Disappeared. (Stück über die Frauenmorde in Mexiko), Präsentation im Schauspielhaus Graz, 1. Preis der Akademie Graz
- In dir verlaufen. (Migration Song), Präsentation im Literaturhaus Graz, „Dunkelkammer“, November 2007
- Oaxaca. Ein Sprechstück. Aufgeführt im Theater am Lend, Oktober 2007, Graz
- Licht sprechen. (Rumi says), aufgeführt im Rahmen der Regionale, Feldbach, August 2008
- Zuschreibungen/Excoriation in „Mutterland“ gemeinsam mit 8 weiteren Autorinnen, UA: KosmosTheater 2015[3]
- Anat, Drehbuch, 2024, in Zusammenarbeit mit dem Drehbuchforum Wien, https://www.drehbuchforum.at/stoffentwicklung/scriptlab/scriptlab-fiction/stoffboerse/
- Die Bilder in meinem Kopf, Drehbuch 2025